# 霊公 (秦)
霊公（れいこう、？ - 紀元前415年）は、秦の第20代公。昭子の子で懐公の孫。

## 生涯
太子である父の昭子が亡くなったため、代わって太子となる。
懐公4年（紀元前425年）、祖父の懐公が大臣らに攻められて自殺したため、大臣らは霊公を立てて秦公とした。
霊公6年（紀元前419年）、晋が少梁に城を築いたので、秦はこれを攻撃した。
霊公10年（紀元前415年）、秦は籍姑（せきこ）に城を築いた。この年、霊公が薨去したが、子の献公は立つことができず、霊公の季父（末の叔父）である悼子が立って秦公（簡公）となった。

## 参考資料
- 『史記』（秦本紀第五）